# Kafr Kama
Kafr Kama někdy též v transliteraci bližší hebrejštině Kfar Kama (hebrejsky כַּפְר כַּמָא, adygejsky Кфар Кама, arabsky كفر كما, v oficiálním přepisu do angličtiny Kafar Kama) je místní rada (malé město) v Izraeli, v Severním distriktu, které obývají izraelští Čerkesové.

## Geografie
Leží v nadmořské výšce 228 metrů na zemědělsky využívané planině v Dolní Galileji. Na východ od obce se náhorní planina, která vrcholí kótou Har Adami, prudce lomí do údolí Bik'at Javne'el při vodním toku Nachal Javne'el, kam směřuje vádí Nachal Šarona. Od města k jihu směřuje vádí Nachal Kama.
Město leží cca 95 kilometrů severovýchodně od centra Tel Avivu a cca 43 kilometrů východně od centra Haify, v hustě osídleném a zemědělsky intenzivně využívaném pásu. Vlastní Kafr Kama obývají izraelští Čerkesové. V okolí je demografická převaha židů. Město je na dopravní síť napojeno pomocí lokální silnice číslo 767.

## Dějiny

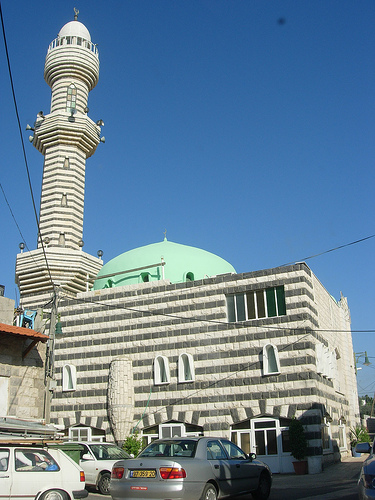
Mešita v Kafr Kama

Kafr Kama je osídlena muslimskými Čerkesy původem z Ruska z regionu Kubáň (jejich potomci dones žijí v prostoru nynějších ruských regionů Adygejsko a Karačajsko-čerkeská republika), kteří se zde usadili v 19. století. V lokalitě byly ale objeveny pozůstatky osídlení z římských dob i z byzantského období. V období křížových výprav zde stála pevnost ovládaná maltézským řádem. Čerkesové sem přišli roku 1876. Šlo o cca 200 osob. Sami obyvatelé se nazývají Adygejci. Důvodem k emigraci z Ruska byly represe po potlačení jejich povstání proti carské vládě v roce 1858. Tehdejší turecký sultán Abdulhamid II. jim poskytl útočiště v osmanské Palestině. Jejich příchod vyvolal konflikty s místními arabskými Beduíny. Vesnici postavili podle tradic, které si přinesli z původní vlasti. Domy byly postaveny do půlkruhu, uprostřed vyrostla mešita. Čerkesové se zabývali pastevectvím a postupně začali rozvíjet i rostlinnou výrobu na okolních pozemcích.
V době války za nezávislost v roce 1948 byli zdejší obyvatelé přesvědčováni okolními Araby, aby se připojili k ozbrojenému odporu proti židům. Čerkesové si ale během války zachovávali neutralitu. Kafr Kama byla obsazena izraelskou armádou v rámci Operace Dekel. Ve válce bojovala na straně židů v rámci 7. brigády pod velením plukovníka Bena Dunkelmana i skupina Čerkesů.

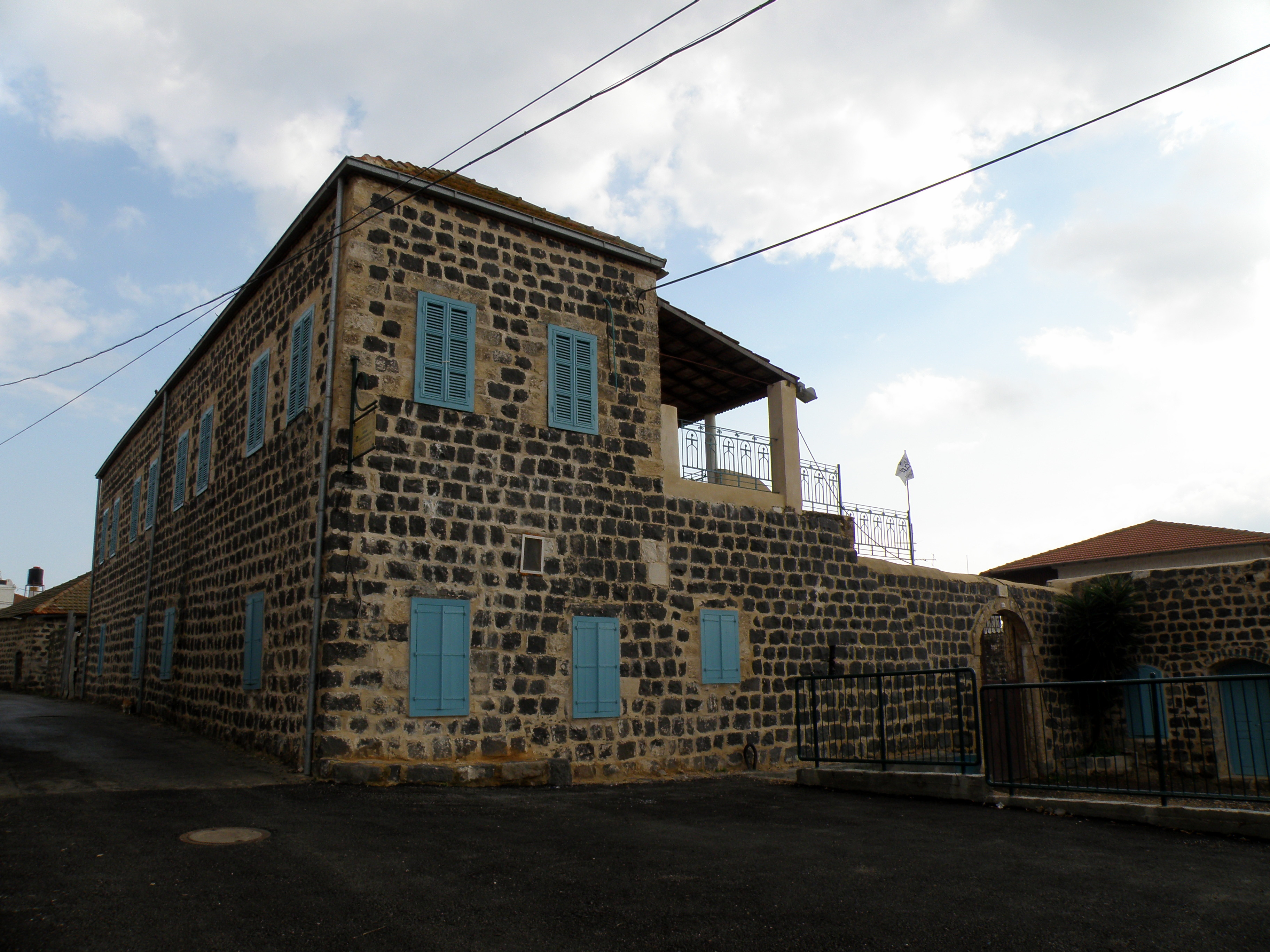
Čerkeská architektura v Kafr Kama

V roce 1950 byla Kafr Kama povýšena na místní radu (malé město). V obci fungují zařízení předškolní péče o děti a základní škola. Většina obyvatel obce slouží v izraelské armádě. Ekonomika je založena na zemědělství a turistice.

## Demografie
Kafr Kama je etnicky zcela čerkeské město, jehož obyvatelé hovoří adygejsky a rusky, ale ovládají i arabštinu a hebrejštinu. V izraelských statistikách ale bývají řazeni k Arabům (arabský sektor). Podle údajů z roku 2005 tvořili 100 % populace muslimové. Jde o menší sídlo spíše vesnického charakteru. K 31. prosinci 2014 zde žilo 3142 lidí, během roku 2014 stoupla populace o 0,8 %.
| Rok            | 1922 | 1931 | 1945 | 1948 | 1949 | 1961  | 1972  | 1983  | 1995  |
| -------------- | ---- | ---- | ---- | ---- | ---- | ----- | ----- | ----- | ----- |
| Počet obyvatel | 677  | 644  | 660  | 659  | 632  | 1 202 | 1 383 | 1 725 | 2 335 |

| Rok            | 2001  | 2002  | 2003  | 2004  | 2005  | 2006  | 2007  | 2008  | 2009  | 2010  | 2011  | 2012  | 2013  | 2014  |
| -------------- | ----- | ----- | ----- | ----- | ----- | ----- | ----- | ----- | ----- | ----- | ----- | ----- | ----- | ----- |
| Počet obyvatel | 2 650 | 2 710 | 2 777 | 2 826 | 2 862 | 2 885 | 2 929 | 2 983 | 2 916 | 2 943 | 3 005 | 3 099 | 3 117 | 3 142 |